# Robert W. Holley
Robert William Holley (Urbana, Illinois, 1922. január 28. – Los Gatos, Kalifornia, 1993. február 11.) amerikai biokémikus. 1968-ban Har Gobind Khoranával és Marshall Warren Nirenberggel megosztva elnyerte az orvostudományi Nobel-díjat a transzfer RNS szerkezetének felderítéséért.

## Pályája
Robert W. Holley 1922. január 28-án született az illinoisi Urban városában. Szülei, Charles Elmer Holley és Viola Esther Holley (lánykori nevén Wolfe), mindketten tanárok voltak; Robert egyike volt négy fiuknak. Illinoisban, Kaliforniában és Idahóban járt különböző iskolákba és végül szülővárosában érettségizett 1938-ban. Az Illinoisi Egyetemen kémiát tanult és miután 1942-ben megszerezte a BSc oklevelet a Cornell Egyetemen folytatta tanulmányait. 1944-46-ban együtt dolgozott Vincent du Vigneauddal, aki először szintetizálta a penicillint. Holley 1947-ben szerezte meg doktorátusát szerves kémiából.
1947-ben az Amerikai Kémiai Társaság ösztöndíjával a Washingtoni Állami Egyetemen kezdett dolgozni, majd a következő évben visszatért a Cornellre, ahol 1950-ben docensi kinevezést kapott. 1955-1956-ban egy kutatóévet a CalTechben (California Institute of Technology) töltött. 1958-ban visszatért a Cornellre, egy, a Mezőgazdasági Minisztérium által finanszírozott laboratóriumba. 1962-ben biokémiai professzori kinevezést kapott. 1964-től kezdve teljes munkaidejében az egyetemen dolgozott és 1965-66-ban ő volt a biokémiai tanszék vezetője. A következő évet a kaliforniai Salk Intézetben töltötte, ahová 1968-tól végleg átköltözött (bár kapcsolatot a Cornell Egyetemmel továbbra is megtartotta), mint a molekuláris biológia professzora és a San Diegói Kaliforniai Egyetem (University of California, San Diego) társprofesszora.

## Tudományos munkássága
Bár kémiai képesítést kapott, Holley megtartotta érdeklődését az élőlények iránt és szerves kémiából doktorált. Témája a szerves kémián belül is a természetes eredetű anyagok voltak, majd fokozatosan sodródott a biokémia felé, kutatta az aminosavakat, a peptideket, majd a fehérjék bioszintézisét kezdte tanulmányozni. Amikor sikerült izolálni az alanin transzfer RNS-ét, ez vált kutatásai fókuszpontjává és tíz évet töltött szerkezetének felderítésével. A viszonylag rövid RNS-molekula teljes nukleotidsorrendjével 1964 végére készült el, ez volt az első RNS-amelynek ismertté vált a szekvenciája.
A későbbiekben elsősorban a sejtosztódást és az azt szabályozó tényezőket kutatta, amivel jelentősen hozzájárult a rákkutatáshoz.  

## Elismerései
1968-ban Robert W. Holley a genetikai kód és a fehérjeszintézis más úttörőivel, Har Gobind Khoranával és Marshall W. Nirenberggel közösen orvostudományi Nobel-díjban részesült.
Holley tagja volt az Amerikai Tudományos Akadémiának, az Amerikai Művészeti és Tudományos Akadémiának, az Amerikai Tudomány Haladását Segítő Társaságnak, az Amerikai Biokémiai és az Amerikai Kémiai Társaságnak. 1965-ben megkapta az orvostudományi alapkutatásért járó Albert Lasker-díjat.

## Családja
Robert W. Holley 1945-ben házasodott össze Ann Dworkin matematikatanárnővel. Egy fiuk született, Frederick Holley. 
Robert W. Holley 1993. február 11-én halt meg tüdőrákban, 71 éves korában. 